# آستورلاند
منطقه شرقی ایسلند (به لاتین: Eastern Region) یکی از منطقه‌های کشور ایسلند است.

## خصوصیات
منطقه شرقی ایسلند ۲۲٬۷۲۱ کیلومترمربع مساحت و ۱۵٬۳۰۰ نفر جمعیت دارد.